# Françoise Legrée
Françoise Legrée (1957) è un'ex ballerina francese, prima ballerina del balletto dell'Opéra di Parigi dal 1983 al 1997.

## Biografia
Françoise Legrée ha studiato alla scuola di danza dell'Opéra di Parigi dal 1968 al 1973, quando è stata scritturata nel corps de ballet della compagnia. Sotto la supervisione di Yvette Chauviré, Serge Lifar ed Attilio Labis ha sviluppato e perfezionato le doti tecniche che le hanno garantito una rapida ascesa al balletto dell'Opéra. Nel 1979 è stata promossa a solista, nel 1989 a ballerina principale e nel 1983 Rosella Hightower l'ha proclamata danseuse étoile.
Durante i sei anni della direzione artistica di Rudol'f Nureev la carriera di Legrée ha subito un notevole rallentamento e soltanto quando Patrick Dupond ha rimpiazzato Nureev nel 1989 la ballerina è tornata a ricoprire parti di rilievo. Ha dato l'addio alle scene il 23 maggio 1997 dopo aver danzato il ruolo della protagonista ne La Sylphide di Pierre Lacotte. Dal 1997 al 2001 ha insegnato danza al Conservatoire de Bastia e successivamente ha lavorato come insegnante al Centre National de la Danse.